# محمد العربي (لاعب كرة قدم)
محمد العربي هو لاعب كرة قدم تونسي في مركز الوسط، ولد في 9 فبراير 1987 في سليمان في تونس. شارك مع منتخب تونس لكرة القدم. أما مع النوادي، فقد لعب مع النجم الرياضي الساحلي ونادي جازيليك أجاكسيو.

## وصلات خارجية
- محمد العربي (لاعب كرة قدم) على موقع رابطة كرة القدم الفرنسية للمحترفين (الإنجليزية)
- محمد العربي (لاعب كرة قدم) على موقع قاعدة بيانات كرة القدم.إي يو (الإنجليزية)
- محمد العربي (لاعب كرة قدم) على موقع ناشيونال فوتبول تيمز (الإنجليزية)
- محمد العربي (لاعب كرة قدم) على موقع Soccerway.com (الإنجليزية)
- محمد العربي (لاعب كرة قدم) على موقع AS.com (الإسبانية)